# The Bootleg Series Vol. 8: Tell Tale Signs (Rare & Unreleased) 1989-2006
The Bootleg Series Vol. 8: Tell Tale Signs (Rare & Unreleased) 1989-2006 är ett samlingsalbum av Bob Dylan, släppt den 6 oktober 2008. Den innehåller några osläppta versioner av låtar mellan studioalbumen Oh Mercy från 1989 och Modern Times från 2006, och ett par liveinspelningar.

## Låtlista

### CD 1
1. "Mississippi" - 6:04
2. "Most of the Time" - 3:34
3. "Dignity" - 2:09
4. "Someday Baby" - 5:56
5. "Red River Shore" 7:36
6. "Tell Ol' Bill" - 5:31
7. "Born In Time" - 4:10
8. "Can't Wait" - 5:45
9. "Everything Is Broken" - 3:10
10. "Dreamin' of You" - 6:23
11. "Huck's Tune" - 4:00
12. "Marchin' To the City" - 6:36
13. "High Water (For Charlie Patton)" - 6:50

### CD 2
1. "Mississippi" - 6:24
2. "32-20 Blues" - 3:04
3. "Series of Dreams" - 6:27
4. "God Knows" - 3:12
5. "Can't Escape From You" - 5:12
6. "Dignity" - 5:25
7. "Ring Them Bells" - 4:59
8. "Cocaine Blues - 4:41
9. "Ain't Talkin'" - 6:13
10. "The Girl On the Greenbriar Shore" - 2:24
11. "Lonesome Day Blues" - 7:37
12. "Miss the Mississippi" - 3:20
13. "The Lonesome River" (feat. Ralph Stanley) - 3:04
14. "Cross the Green Mountain" - 8:12

### Deluxe Edition

#### (Bonus CD)
1. "Duncan And Brady" - 3:47
2. "Cold Irons Bound" - 5:57
3. "Mississippi" - 6:24
4. "Most of the Time" - 5:10
5. "Ring Them Bells" - 3:18
6. "Things Have Changed" - 5:38
7. "Red River Shore" - 7:08
8. "Born In Time" - 4:19
9. "Tryin' To Get To Heaven" - 5:10
10. "Marchin' To the City"  - 3:39
11. "Can't Wait" - 7:24
12. "Mary And the Soldier" - 4:23